# Android Lollipop
Android Lollipop (con nombre en código Android L durante el desarrollo) es la duodécima versión principal de Android, abarcando las versiones 5.0 y 5.1.1 Presentado el 25 de junio de 2014 en la conferencia Google I/O 2014, estuvo disponible a través de actualizaciones oficiales por over-the-air (OTA) el 12 de noviembre de 2014, para dispositivos selectos que ejecutan distribuciones de Android con servicio de Google (como Nexus y dispositivos de la edición Google Play). Su código fuente estuvo disponible el 3 de noviembre de 2014.
El principal cambio con respecto a sus versiones fue la introducción del lenguaje de diseño Material Design que rompió con la interfaz Holo y el esqueumorfismo de los iconos, que se hizo para conservar una sensación de papel en la interfaz, también se caracterizó por el aumento de requisitos mínimos para ejecutar la nueva versión siendo 1GB Ram mínimo y 2GB recomendado para tener una experiencia fluida, quedando muchas tablets y celulares que usaban Android Kitkat y Jelly Bean con 512MB al actualizar vieron disminuidas la autonomia pasando de tener 9 horas de batería a cinco en la Nexus 7 de Google. 
Otros cambios incluyen mejoras en las notificaciones, a las que se puede acceder desde la pantalla de bloqueo y se muestran dentro de las aplicaciones como pancartas en la parte superior de la pantalla. Google también realizó cambios internos en la plataforma, con Android Runtime (ART) reemplazando oficialmente a Dalvik para mejorar el rendimiento de la aplicación, y con cambios destinados a mejorar y optimizar el uso de la batería. Fue la última versión en otorgar permisos totales al instalar aplicaciones lo cual hacía vulnerable Android al malware.
Android Lollipop tuvo varios problemas en su lanzamiento inicial como el gasto mayor de bateria, la lentitud al abrir las aplicaciones, por lo que se lanzó Android 5.1.1 como una versión corregida. En 2015 fue oficialmente reemplazado por Android Marshmallow al cual la mayor parte de dispositivos fueron elegibles para actualización incluidos el Samsung Galaxy S5
En octubre de 2020, el 1,21 % de los dispositivos Android ejecutan Lollipop 5.0 (API 21) y el 3,98 % ejecuta Lollipop 5.1 (API 22), con un uso combinado del 5,19 %. Sin embargo, en tabletas, Lollipop 5.1 (API 22) es la versión más popular con un 15,39 %, seguida de cerca por KitKat 4.4. En julio de 2024 Google dio de baja los servicios de Google Play a dicha versión, las aplicaciones y juegos desarrollados para Android Lollipop y anteriores no se podrán instalar en Android 14 ya que carecen del sistema de permisos de aplicación, introducidos en Android Marshmallow

## Desarrollo

Lollipop Android Park

El lanzamiento se denominó internamente "Lemon Meringue Pie". Android 5.0 se presentó por primera vez bajo el nombre en clave "Android L" el 25 de junio de 2014 durante una presentación principal en la conferencia de desarrolladores de Google I/O. Junto con Lollipop, la presentación se centró en una serie de nuevas plataformas y tecnologías orientadas a Android, que incluyen Android TV, la plataforma para automóvil Android Auto, la plataforma de computadora corporal Android Wear y la plataforma de seguimiento de la salud Google Fit.
Parte de la presentación se dedicó a un nuevo lenguaje de diseño multiplataforma denominado "Material Design". Ampliando los motivos de "tarjeta" que se vieron por primera vez en Google Now, es un diseño con un mayor uso de diseños basados en cuadrículas, animaciones y transiciones receptivas, relleno y efectos de profundidad como iluminación y sombras. El diseñador Matías Duarte explicó que "a diferencia del papel real, Material Design se puede expandir y reformar de manera inteligente. Material tiene superficies y bordes físicos. Las costuras y las sombras dan significado a lo que se puede tocar". El lenguaje de Material Design no solo se utilizaría en Android, sino también en el conjunto de software web de Google, proporcionando una experiencia coherente en todas las plataformas.

## Características
Android 5.0 presenta un sistema de notificación actualizado. Las notificaciones individuales ahora se muestran en tarjetas para adherirse al lenguaje de Material Design, y la aplicación que las generó puede agrupar lotes de notificaciones. Las notificaciones ahora se muestran en la pantalla de bloqueo como tarjetas, y las notificaciones "heads-up" también se pueden mostrar como pancartas grandes en la parte superior de la pantalla, junto con sus respectivos botones de acción. También se agrega una función de no molestar para las notificaciones. El menú de aplicaciones recientes fue rediseñado para usar una pila tridimensional de tarjetas para representar aplicaciones abiertas. Las aplicaciones individuales también pueden mostrar varias tarjetas en el menú recientes, como las pestañas abiertas de un navegador web.
Lollipop también contiene importantes funciones de plataforma nuevas para desarrolladores, con más de 5.000 nuevas API agregadas para que las utilicen las aplicaciones. Por ejemplo, existe la posibilidad de guardar fotos en un formato de imagen raw. Además, la máquina virtual Dalvik fue reemplazada oficialmente por Android Runtime (ART), que es un nuevo entorno de ejecución que se introdujo como una vista previa tecnológica en KitKat. ART es un tiempo de ejecución multiplataforma que admite las arquitecturas x86, ARM y MIPS en entornos de 32 y 64 bits. A diferencia de Dalvik, que utiliza la compilación en tiempo de ejecución (JIT), ART compila aplicaciones en el momento de la instalación, que a partir de ese momento se ejecutan exclusivamente desde la versión compilada. Esta técnica elimina la sobrecarga de procesamiento asociada con el proceso JIT, mejorando el rendimiento del sistema.
Lollipop también tuvo como objetivo mejorar el consumo de batería a través de una serie de optimizaciones conocidas como "Proyect Volta". Entre sus cambios se encuentran un nuevo modo de ahorro de batería, API de programación de trabajos que pueden restringir ciertas tareas para que solo ocurran a través de Wi-Fi y la agrupación de tareas para reducir la cantidad total de tiempo que las radios internas están activas. La nueva herramienta para desarrolladores llamada "Battery Historian" se puede usar para rastrear el consumo de batería de las aplicaciones mientras está en uso. Las API de Android Extension Pack también proporcionan funciones gráficas como nuevos sombreadores, con el objetivo de proporcionar gráficos a nivel de PC para juegos 3D en dispositivos Android.
También se introdujeron una serie de funciones orientadas a la empresa a nivel de sistema bajo el lema "Android for Work". El marco de seguridad de Samsung Knox se planeó inicialmente para usarse como base para "Android for Work", pero en su lugar Google optó por usar su propia tecnología para segregar datos personales y orientados al trabajo en un dispositivo, junto con las API que lo acompañan para administrar el medio ambiente. Con la función "Smart Lock", los dispositivos también se pueden configurar para que los usuarios no tengan que realizar el desbloqueo del dispositivo con un PIN o patrón cuando se encuentran en una ubicación confiable o cerca de un dispositivo Bluetooth designado o una etiqueta NFC. Lollipop debía, además, tener el cifrado de dispositivos habilitado de forma predeterminada en todos los dispositivos compatibles; sin embargo, debido a problemas de rendimiento, este cambio se transfirió a su sucesor, Android Marshmallow.

## Lanzamiento

Easter Egg Android Lollipop

Una vista previa para desarrolladores de Android L, compilación LPV79, se lanzó para Nexus 5 y Nexus 7 2013 el 26 de junio de 2014 en forma de imágenes flasheables. El código fuente de los componentes con licencia GPL de la versión preliminar para desarrolladores se publicó a través de Android Open Source Project (AOSP) en julio de 2014. El 7 de agosto de 2014 se lanzó una segunda versión preliminar para desarrolladores, LPV81C, junto con la versión beta de la plataforma Google Fit y el SDK. Al igual que con la compilación anterior, la segunda compilación de vista previa para desarrolladores está disponible solo para Nexus 5 y Nexus 7 2013.
El 15 de octubre de 2014, Google anunció oficialmente que Android L sería conocido como Android 5.0 "Lollipop". La compañía también presentó dispositivos de lanzamiento para Android 5.0‍, ‌incluidos Nexus 6 de Motorola y Nexus 9 de HTC, ‌ para su lanzamiento el 3 de noviembre de 2014. Google declaró que Nexus (incluidos los Nexus 4, 5, 7 y 10) y los dispositivos de la edición Google Play recibirían actualizaciones de Lollipop "en las próximas semanas"; el 17 de octubre de 2014 se lanzará una versión preliminar más para desarrolladores para dispositivos Nexus y la nueva revisión del SDK para desarrolladores de aplicaciones. Los programas de actualización para dispositivos Android de terceros pueden variar según el fabricante.
El código fuente completo de Android 5.0 se envió a AOSP el 3 de noviembre de 2014, lo que permitió a los desarrolladores y fabricantes de equipos originales comenzar a producir sus propias versiones del sistema operativo. El 2 de diciembre de 2014, las imágenes de fábrica de los teléfonos inteligentes y tabletas Nexus se actualizaron a la versión 5.0.1, que presenta algunas correcciones de errores, y un error grave que afectó a los dispositivos Nexus 4 e impidió que el audio funcionara durante las llamadas telefónicas. El 19 de diciembre de 2014 se lanzó una versión Lollipop 5.0.2 (LRX22G) específica para el dispositivo para la primera generación de Nexus 7.
Android 5.1, una versión actualizada de Lollipop, se presentó en febrero de 2015 como parte del lanzamiento en Indonesia de Android One, y está precargado en los dispositivos Android One vendidos en Indonesia y Filipinas. Google anunció oficialmente la versión 5.1 al lanzar actualizaciones para los dispositivos existentes el 9 de marzo de 2015.
En 2015, Amazon.com bifurcó Lollipop para producir Fire OS 5 "Bellini" para los dispositivos de la serie Fire HD de Amazon.

## Crítica
Aunque Android Lollipop supuso una novedad durante su lanzamiento, lo cierto es que muchos fabricantes se negaron a proporcionar una actualización, ya que los requerimientos entre la versión anterior Kitkat y Lollipop eran bastante elevados en cuanto a memoria y espacio de almacenamiento debido a la interfaz Material Design, por lo que dejó obsoletos a muchos de móviles. 
Algunos fabricantes como Samsung y Motorola actualizaron sus teléfonos, pero era evidente las quejas de los usuarios ya que sus dispositivos se volvieron lentos, perdieron rendimiento y la batería duraba menos, incluso en los dispositivos Nexus de Google, como la tablet Nexus 7, donde la batería pasaba de 9 horas de duración hasta 5.
Esta fue la primera versión de Android en poner de forma obligatoria un bloqueo para impedir instalar firmwares no aprobados por los fabricantes así como el bloqueo por FRP de Google que pide ingresar la última cuenta valida al restablecer el dispositivo. También se denegó la actualización a Lollipop a quienes tuvieran un teléfono o tablet con modificaciones.